# ルイス・ガルシア (1987年生の投手)
ルイス・アマド・ガルシア（Luis Amado García, 1987年1月30日 - ）は、ドミニカ共和国サントドミンゴ出身のプロ野球選手（投手）。右投右打。MLBのロサンゼルス・エンゼルス所属。

## 経歴

### プロ入りとドジャース傘下時代
2004年1月22日にアマチュア・フリーエージェントでロサンゼルス・ドジャースと契約してプロ入り。
2006年、傘下のルーキー級ドミニカン・サマーリーグ・ドジャースでプロデビュー。11試合（先発6試合）に登板して2勝1敗、防御率4.32、16奪三振を記録した。
2007年はルーキー級ガルフ・コーストリーグ・ドジャースでプレーし、12試合に登板して3勝0敗、防御率3.55、17奪三振を記録した。
2008年はパイオニアリーグのルーキー級オグデン・ラプターズでプレーし、21試合（先発2試合）に登板して3勝0敗9セーブ、防御率2.40、37奪三振を記録した。
2009年はA級グレートレイクス・ルーンズでプレーし、34試合に登板して5勝3敗5セーブ、防御率2.92、55奪三振を記録した。

### ナショナルズ傘下時代
2009年8月30日にロニー・ベリアードとのトレードで、ワシントン・ナショナルズへ移籍した。移籍後は傘下のA+級ポトマック・ナショナルズでプレーし、2試合に登板して1勝0敗、防御率0.00、2奪三振を記録した。
2010年はA+級ポトマックで6試合に登板したが、防御率10.38と振るわず、6月にA級ヘイガーズタウン・サンズへ降格。A級ヘイガーズタウンでは26試合に登板して4勝4敗、防御率3.88、43奪三振を記録した。オフの11月6日にFAとなった。

### 独立リーグ時代
2011年は契約のオファーがなく、ほぼ引退状態にあり、ニュージャージー州の理髪店や運送会社で働いていた。2012年から若いアマチュアの野球選手のコーチとして活動していたが、新たな代理人を雇い、カナディアン・アメリカンリーグのニューアーク・ベアーズと契約。9試合に登板したが、0勝1敗、防御率11.57と結果を残せず、1カ月で退団した。

### フィリーズ時代

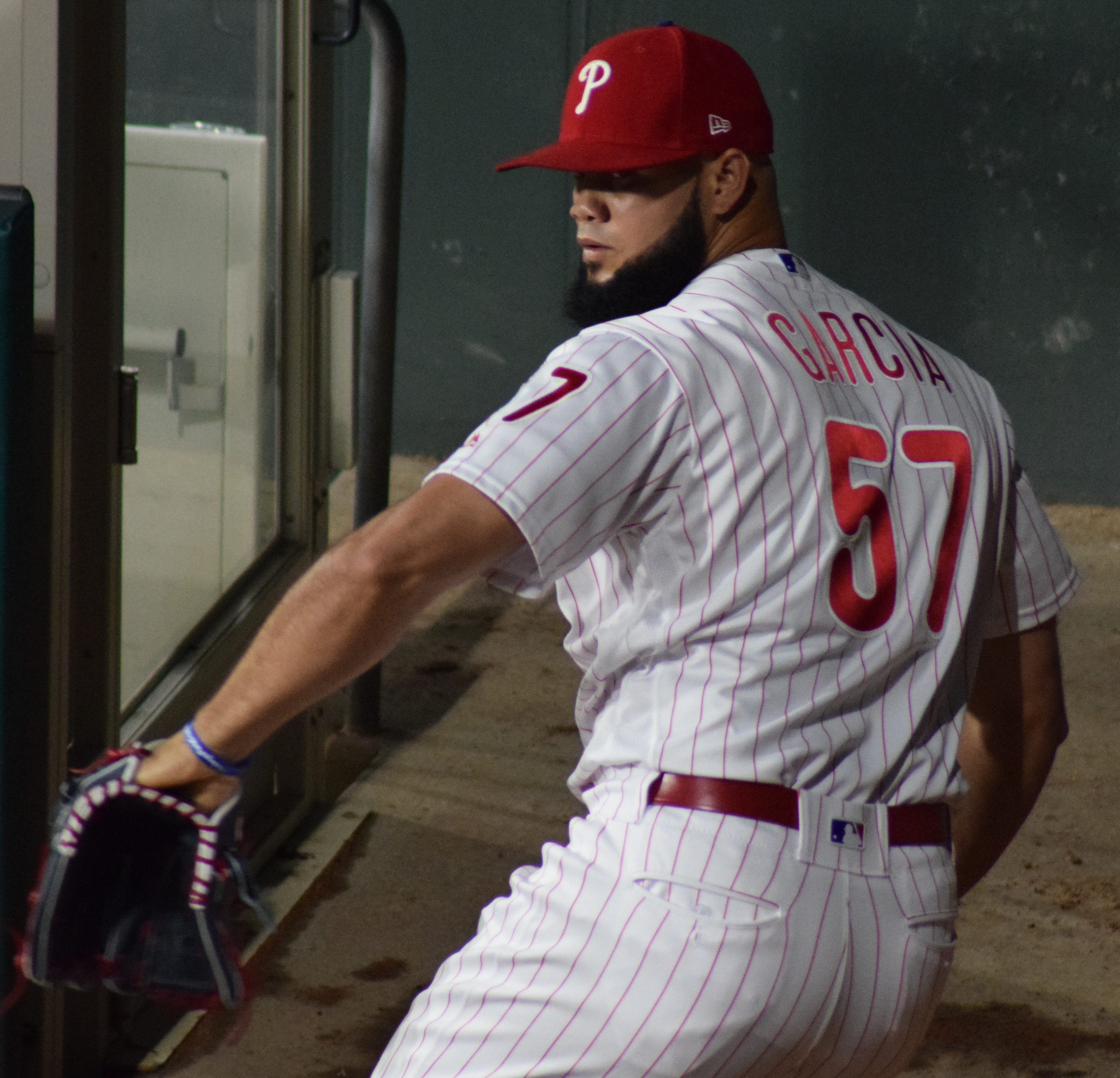
フィリーズ時代（2018年）

2013年3月24日、フィラデルフィア・フィリーズの海外担当スカウトであるサル・アゴスティネッリは翌日にドミニカ共和国へ行く予定だったが、出発前に良い体格と90mph中盤の直球を投げるガルシアを一目見ようと、アゴスティネッリが住むロングアイランドへガルシアを呼び寄せた。翌日、ガルシアはアゴスティネッリの前で投球を見せると、常時94mphの直球や良いスライダーを披露し、すぐにアゴスティネッリはフィリーズのプロスカウトであるマイク・オンドに電話をかけ、マイナー契約を結ぶことが決まった。傘下のAAA級リーハイバレー・アイアンピッグスで開幕を迎え、1試合に登板後、A+級クリアウォーター・スレッシャーズでプレー。A+級クリアウォーターでは14試合の登板で、0勝1敗7セーブ、防御率1.37と好投し、AA級レディング・ファイティン・フィルズへ昇格。AA級レディングでも11試合の登板で、2勝1敗1セーブ、防御率2.45と安定し、6月にAAA級リーハイバレー・アイアンピッグスへ昇格。5試合の登板で、0勝0敗2セーブ、防御率1.80を記録し、7月9日にフィリーズとメジャー契約を結んでアクティブ・ロースター入りした。7月10日のナショナルズ戦でメジャーデビュー。3点ビハインドの8回表から登板し、1回を無安打無失点に抑えた。その後はリリーフに定着したが、17試合の登板で防御率5.59と落ち込み、8月25日にAAA級リーハイバレーへ降格。9月2日に再昇格した。シーズン最後の登板となった9月28日のアトランタ・ブレーブス戦では、1点リードの4回裏から登板し、2回を2安打無失点に抑え、メジャー初勝利を挙げた。この年メジャーでは24試合に登板して1勝1敗、防御率3.73、23奪三振を記録した。
2014年3月8日にAAA級リーハイバレーへ異動し、開幕を迎えた。4月13日にメジャーへ昇格し、4月14日のブレーブス戦では1回を無安打無失点に抑えたが、15日にマイク・アダムスが故障者リストから復帰したため、AAA級リーハイバレーへ降格した。5月8日にメジャーへ再昇格。2試合に登板したが、合計3回で9失点（自責点7）を喫し、5月24日に右肘の故障で15日間の故障者リスト入りした。6月6日に故障者リストから復帰し、AAA級リーハイバレーへ降格した。6月28日にダブルヘッダーで登録枠が拡大されたため、メジャーへ昇格。同日のブレーブス戦の第1試合に登板したが、1.2イニングを1安打、1失点、3四球の乱調で、試合後にAAA級リーハイバレーへ降格した。9月2日に再昇格。この年は13試合に登板して1勝0敗、防御率6.43、12奪三振を記録した。
2015年はブルペンの中心的存在にのし上がり、チームトップの72試合に登板。WHIPは1.64と高かったが、防御率は3.51にまとめ上げて、4勝6敗2セーブを記録した。
2016年、メジャーでは17試合の登板に留まり、1勝1敗、防御率6.46、WHIP1.89と炎上して結果を残せなかった。ちなみに、マイナーのAAA級リーハイバレーでは48試合にリリーフ登板して6勝3敗13セーブ、防御率2.14、WHIP1.13という支配的な投球を見せた。

### エンゼルス時代
2018年12月6日にホセ・アルバレスとのトレードで、ロサンゼルス・エンゼルスへ移籍した。
2019年レギュラーシーズン終了後の10月28日にFAとなった。

### レンジャーズ時代
2020年1月9日にテキサス・レンジャーズとマイナー契約（MLB昇格なら年俸110万ドル）で合意した。8月18日にメジャー契約を結んでアクティブ・ロースター入りした。9月15日にDFAとなり、17日に自由契約となった。

### ヤンキース傘下時代
2021年2月にニューヨーク・ヤンキースとマイナー契約を結び、スプリングトレーニングに招待選手として参加することになった。シーズンでは5月のマイナーリーグ開幕から傘下のAAA級スクラントン・ウィルクスバリ・レイルライダースでプレーしていたが、7月6日に自由契約となった。

### カージナルス時代
2021年7月9日にセントルイス・カージナルスとメジャー契約を結び、即日でアクティブ・ロースター入りした。オフの11月3日にFAとなった。

### パドレス時代
2021年12月1日にサンディエゴ・パドレスと2年総額700万ドルの契約を結んだ。
2023年はシーズン開幕前の3月に開催された第5回WBCのドミニカ代表に選出された。オフの11月3日にFAとなった。

### エンゼルス復帰
2023年12月5日にロサンゼルス・エンゼルスと1年総額425万ドルの契約を結んだ。

### レッドソックス時代
7月30日にマシュー・ルーゴ、ライアン・ゼファージャン、ニコ・カバダス、イェファーソン・バルガスとのトレードで、ボストン・レッドソックスに移籍した。レッドソックスでは15試合の登板で防御率8.22、13奪三振という成績だった。8月27日に右肘を痛めたため、ルーカス・シムズの復帰に伴って15日間の故障者リストに登録されてシーズン終了となった。オフの10月31日にFAとなった。

### ドジャース時代
2025年2月13日にロサンゼルス・ドジャースとマイナー契約を結び、同年のスプリングトレーニングには招待選手として参加し、その日のうちにAAA級オクラホマシティ・コメッツに配属された。同年3月18日に発表されたMLB東京シリーズ2025のロースター入りするとともにメジャー契約を結んだ。3月19日のシカゴ・カブス戦でドジャース移籍後初登板を果たすと、そのまま本土での開幕ロースター入りを果たした。本土開幕後は28試合に中継ぎとして登板するも2勝2ホールド、防御率5.27の成績で、6月29日にノア・デービスの負傷者リストからの復帰に伴ってDFAとなり、7月5日に自由契約となった。

### ナショナルズ時代
2025年7月8日にワシントン・ナショナルズとメジャー契約を結んだ。契約後はエドゥアルド・サラザーのオプションでのマイナー降格などに伴って、アクティブ・ロースター入りした。結局、ナショナルズでは10試合の登板で3ホールド、防御率0.90、7奪三振などを記録した。

### 3度目のエンゼルス時代
2025年7月30日にジェイク・イーダー、サム・ブラウンとのトレードで、アンドリュー・チェイフィンとともにロサンゼルス・エンゼルスに移籍した。

## 詳細情報

### 年度別投手成績
| 年 度     | 球 団     | 登 板 | 先 発 | 完 投 | 完 封 | 無 四 球 | 勝 利 | 敗 戦 | セ 丨 ブ | ホ 丨 ル ド | 勝 率 | 打 者 | 投 球 回 | 被 安 打 | 被 本 塁 打 | 与 四 球 | 敬 遠 | 与 死 球 | 奪 三 振 | 暴 投 | ボ 丨 ク | 失 点 | 自 責 点 | 防 御 率 | W H I P |
| --------- | --------- | ----- | ----- | ----- | ----- | -------- | ----- | ----- | -------- | ----------- | ----- | ----- | -------- | -------- | ----------- | -------- | ----- | -------- | -------- | ----- | -------- | ----- | -------- | -------- | ------- |
| 2013      | PHI       | 24    | 0     | 0     | 0     | 0        | 1     | 1     | 0        | 1           | .500  | 138   | 31.1     | 27       | 3           | 23       | 0     | 1        | 23       | 3     | 0        | 15    | 13       | 3.73     | 1.59    |
| 2014      | PHI       | 13    | 0     | 0     | 0     | 0        | 1     | 0     | 0        | 0           | 1.000 | 69    | 14.0     | 14       | 2           | 13       | 0     | 0        | 12       | 4     | 0        | 12    | 10       | 6.43     | 1.92    |
| 2015      | PHI       | 72    | 0     | 0     | 0     | 0        | 4     | 6     | 2        | 16          | .400  | 304   | 66.2     | 72       | 4           | 37       | 8     | 0        | 63       | 6     | 1        | 28    | 26       | 3.51     | 1.64    |
| 2016      | PHI       | 17    | 0     | 0     | 0     | 0        | 1     | 1     | 0        | 1           | .500  | 76    | 15.1     | 21       | 2           | 8        | 1     | 1        | 14       | 2     | 0        | 11    | 11       | 6.46     | 1.89    |
| 2017      | PHI       | 66    | 0     | 0     | 0     | 0        | 2     | 5     | 2        | 14          | .286  | 295   | 71.1     | 61       | 3           | 26       | 5     | 0        | 60       | 9     | 0        | 22    | 21       | 2.65     | 1.22    |
| 2018      | PHI       | 59    | 0     | 0     | 0     | 0        | 3     | 1     | 1        | 13          | .750  | 204   | 46.0     | 49       | 4           | 18       | 1     | 4        | 51       | 7     | 0        | 31    | 31       | 6.07     | 1.46    |
| 2019      | LAA       | 64    | 2     | 0     | 0     | 0        | 2     | 1     | 1        | 6           | .667  | 278   | 62.0     | 61       | 13          | 33       | 1     | 5        | 57       | 7     | 0        | 35    | 30       | 4.35     | 1.52    |
| 2020      | TEX       | 11    | 2     | 0     | 0     | 0        | 0     | 2     | 0        | 0           | .000  | 45    | 8.1      | 10       | 1           | 9        | 1     | 0        | 11       | 2     | 0        | 9     | 7        | 7.56     | 2.28    |
| 2021      | STL       | 34    | 0     | 0     | 0     | 0        | 1     | 1     | 2        | 12          | .500  | 135   | 33.1     | 25       | 2           | 8        | 1     | 1        | 34       | 3     | 0        | 12    | 12       | 3.24     | 0.99    |
| 2022      | SD        | 64    | 0     | 0     | 0     | 0        | 4     | 6     | 3        | 20          | .400  | 259   | 61.0     | 57       | 3           | 17       | 0     | 5        | 68       | 7     | 0        | 28    | 23       | 3.39     | 1.21    |
| 2023      | SD        | 61    | 0     | 0     | 0     | 0        | 2     | 3     | 0        | 10          | .400  | 267   | 59.2     | 59       | 6           | 24       | 1     | 6        | 53       | 4     | 0        | 30    | 27       | 4.07     | 1.39    |
| 2024      | LAA       | 45    | 0     | 0     | 0     | 0        | 5     | 1     | 4        | 11          | .833  | 182   | 43.2     | 37       | 4           | 14       | 1     | 3        | 40       | 5     | 0        | 21    | 18       | 3.71     | 1.17    |
| 2024      | BOS       | 15    | 0     | 0     | 0     | 0        | 0     | 0     | 0        | 3           | ----  | 72    | 15.1     | 24       | 4           | 1        | 1     | 0        | 13       | 0     | 0        | 15    | 14       | 8.22     | 1.63    |
| '24計     | BOS       | 60    | 0     | 0     | 0     | 0        | 5     | 1     | 4        | 14          | .833  | 254   | 59.0     | 61       | 8           | 15       | 2     | 3        | 53       | 5     | 0        | 36    | 32       | 4.88     | 1.29    |
| MLB：12年 | MLB：12年 | 545   | 4     | 0     | 0     | 0        | 26    | 28    | 15       | 107         | .481  | 2324  | 528.0    | 517      | 51          | 231      | 21    | 26       | 499      | 59    | 1        | 269   | 243      | 4.14     | 1.42    |

- 2024年度シーズン終了時

### ポストシーズン投手成績
| 年 度     | 球 団     | シ リ ｜ ズ | 登 板 | 先 発 | 勝 利 | 敗 戦 | セ ｜ ブ | 打 者 | 投 球 回 | 被 安 打 | 被 本 塁 打 | 与 四 球 | 敬 遠 | 与 死 球 | 奪 三 振 | 暴 投 | ボ ｜ ク | 失 点 | 自 責 点 | 防 御 率 |
| --------- | --------- | ----------- | ----- | ----- | ----- | ----- | -------- | ----- | -------- | -------- | ----------- | -------- | ----- | -------- | -------- | ----- | -------- | ----- | -------- | -------- |
| 2021      | STL       | NLWC        | 1     | 0     | 0     | 0     | 0        | 7     | 1.2      | 1        | 0           | 1        | 0     | 0        | 0        | 0     | 0        | 0     | 0        | 0.00     |
| 2022      | SD        | NLWC        | 1     | 0     | 0     | 0     | 0        | 7     | 1.0      | 1        | 0           | 1        | 0     | 0        | 1        | 1     | 0        | 0     | 0        | 0.00     |
| 2022      | SD        | NLDS        | 1     | 0     | 0     | 0     | 0        | 3     | 1.0      | 0        | 0           | 0        | 0     | 0        | 2        | 0     | 0        | 0     | 0        | 0.00     |
| 2022      | SD        | NLCS        | 2     | 0     | 0     | 0     | 0        | 10    | 2.2      | 2        | 1           | 0        | 0     | 0        | 2        | 0     | 0        | 1     | 1        | 3.38     |
| 出場：2回 | 出場：2回 | 出場：2回   | 5     | 0     | 0     | 0     | 0        | 25    | 6.1      | 4        | 1           | 2        | 0     | 0        | 5        | 1     | 0        | 1     | 1        | 1.93     |

- 2024年度シーズン終了時

### WBCでの投手成績
| 年 度 | 代 表          | 登 板 | 先 発 | 勝 利 | 敗 戦 | セ ｜ ブ | 打 者 | 投 球 回 | 被 安 打 | 被 本 塁 打 | 与 四 球 | 敬 遠 | 与 死 球 | 奪 三 振 | 暴 投 | ボ ｜ ク | 失 点 | 自 責 点 | 防 御 率 |
| ----- | -------------- | ----- | ----- | ----- | ----- | -------- | ----- | -------- | -------- | ----------- | -------- | ----- | -------- | -------- | ----- | -------- | ----- | -------- | -------- |
| 2023  | ドミニカ共和国 | 2     | 0     | 0     | 0     | 0        | 8     | 2.1      | 1        | 0           | 1        | 0     | 0        | 2        | 0     | 0        | 1     | 1        | 3.86     |

### 年度別守備成績
| 年 度 | 球 団 | 投手（P） | 投手（P） | 投手（P） | 投手（P） | 投手（P） | 投手（P） |
| 年 度 | 球 団 | 試 合     | 刺 殺     | 補 殺     | 失 策     | 併 殺     | 守 備 率  |
| ----- | ----- | --------- | --------- | --------- | --------- | --------- | --------- |
| 2013  | PHI   | 24        | 0         | 10        | 0         | 0         | 1.000     |
| 2014  | PHI   | 13        | 2         | 2         | 0         | 0         | 1.000     |
| 2015  | PHI   | 72        | 4         | 20        | 0         | 1         | 1.000     |
| 2016  | PHI   | 17        | 0         | 2         | 0         | 0         | 1.000     |
| 2017  | PHI   | 66        | 2         | 10        | 0         | 0         | 1.000     |
| 2018  | PHI   | 59        | 2         | 2         | 1         | 1         | .800      |
| 2019  | LAA   | 64        | 6         | 10        | 1         | 2         | .941      |
| 2020  | TEX   | 11        | 0         | 0         | 0         | 0         | ----      |
| 2021  | STL   | 34        | 2         | 4         | 0         | 0         | 1.000     |
| 2022  | SD    | 64        | 2         | 5         | 4         | 2         | .636      |
| 2023  | SD    | 61        | 2         | 7         | 1         | 0         | .900      |
| 2024  | LAA   | 45        | 3         | 1         | 0         | 0         | 1.000     |
| 2024  | BOS   | 15        | 0         | 2         | 0         | 0         | 1.000     |
| '24計 | BOS   | 60        | 3         | 3         | 0         | 0         | 1.000     |
| MLB   | MLB   | 545       | 25        | 75        | 7         | 6         | .935      |

- 2024年度シーズン終了時
- 各年度の太字はリーグ最高

### 背番号
- 57（2013年 - 2018年、2025年 - 同年6月28日）
- 40（2019年、2024年途中 - 同年終了）
- 45（2020年）
- 66（2021年 - 2024年途中、2025年8月1日 - ）
- 9（2025年7月9日 - 同月28日）

### 代表歴
- 2023 ワールド・ベースボール・クラシック ドミニカ共和国代表